# Maxime Gilbert
Maxime Gilbert, né le 22 mai 1991 à Talence, est un handballeur professionnel français.
Il mesure 1,87 m et pèse 90 kg. Il joue au poste de demi-centre pour le club du Fenix Toulouse Handball depuis 2013.

## Biographie
Né à Belin-Beliet en Gironde, Maxime Gilbert a évolué au club de Cestas puis de Bruges et a suivi le Pole handball au Creps de Talence. Il a participé aux championnats d'Europe en - de 18 et du Monde en - de 20 ans. Il intègre le centre de formation du Fenix Toulouse Handball et suis une licence STAPS avant de passer professionnel au sein du club de Haute-Garonne en 2013. Après 9 saisons, il évolue toujours actuellement sous le maillot toulousain.

## Palmarès
- Finaliste de la Coupe de la Ligue en 2015 et 2018